# Csi Szong
Csi Szong (hangul: 지성, handzsa: 池晟, RR: Ji Seong), születési nevén Kvak Thegun (곽태근, 郭太根; 1977. február 27.–, Kwak Tae-geun) dél-koreai színész, legismertebb televíziós sorozatai az All In (2003), a Save the Last Dance for Me (2004), a New Heart (2007), a Protect the Boss (2011), a Secret Love (2013) és a Kill Me, Heal Me (2015).

## Élete és pályafutása
Szülei mindketten tanárok, édesapja iskolaigazgató volt, így Csi (Ji) szigorú nevelést kapott. Gyermekkorában baseballjátékos szeretett volna lenni, de édesapja ellenezte, ezért lemondott a terveiről. Dustin Hoffman az Esőember című filmben nyújtott alakítása miatt határozta el, hogy színész lesz. Édesapja elől eltitkolta, hogy válogatókra jelentkezett, és szülei később csak a televízióból tudták meg, hogy színész lett. Művészneve először Cshe Dzsiszong (Chae Ji-seong) volt, később Csi Szong (Ji Seong)ra rövidítette. A huszas éveiben járt, amikor szülei elváltak.
Első szerepét a KAIST című sorozatban kapta, miután a válogatón találkozott Szong Dzsina (Song Ji-na) forgatókönyvíróval, aki biztatta. Több kisebb szerep után a kitörést az All In című sorozat hozta meg számára, ahol I Bjonghon (Lee Byung-hun) mellett szerepelt. A szerepre nehezen találtak színészt, Csi (Ji) elmondása szerint a rendező azonnal alkalmazta, amikor jelentkezett, mert „férfiasnak találta”. A sorozat nem csak Koreában, de külföldön is sikert aratott.
2005-ben jelentkezett a kötelező sorkatonai szolgálatra, 2007-ben szerelt le, és még ebben az évben visszatért a képernyőre a New Heart című kórházsorozatban.
2009-ben a Swallow the Sun című sorozatban játszott. 2010-ben szerződött a Namoo Actors ügynökséggel, majd a Kim Su-ro, The Iron King című történelmi sorozatban a címszereplőt játszotta.
2011-ben két sorozatban is látható volt, a Royal Family-ben és a Protect the Boss-ban.
2012-ben újra történelmi szerepet játszott, ezúttal a The Great Seer című sorozatban, majd a filmvásznon a My PS Partner című romantikus vígjátékban alakított egy férfit, aki véletlenül szextelefon-hívást kap egy számára ismeretlen nőtől.
2013-ban a Secret Love című melodrámában játszott, majd 2015-ben a Kill Me, Heal Me főszerepét kapta meg.

## Magánélete
2003 és 2006 között Pak Szolmi (Park Sol-mi)  színésznő volt a kedvese. 2007-ben kezdett el járni I Bojong (Lee Bo-young) színésznővel, akivel még 2004-ben ismerkedett meg. 2013 augusztusában jegyezték el egymást, majd szeptemberben összeházasodtak. Lányuk, Kvak Csiju (Kwak Ji-yu) 2015. június 12-én született.

## Filmográfia

### Televíziós sorozatok
| Év   | Cím                        | Szerep | Csatorna | Megjegyzés                       |
| ---- | -------------------------- | --- | -------- | -------------------------------- |
| 1999 | KAIST                      | Kang Deuk (Kang Dae-wook) | SBS      |                                  |
| 1999 | March                      | | SBS      | vendégszereplő                   |
| 2000 | Popcorn                    | | SBS      |                                  |
| 2000 | I Want to Keep Seeing You  | I Dzsiszu (Lee Ji-soo) | SBS      |                                  |
| 2001 | Delicious Proposal         | O Dzsunszu (Oh Joon-soo) | MBC      |                                  |
| 2001 | Open Drama Man & Woman     | I Szuhjon (Lee Soo-hyun) | SBS      | egy epizód                       |
| 2001 | The Rules of Marriage      | Hvang Vonszu (Hwang Won-soo)                                                                                                   | MBC      |                                  |
| 2001 | Wonderful Days             | Csang Szokcsin (Jang Seok-jin)                                                                                                 | SBS      |                                  |
| 2002 | Let's Go                   | | SBS      | vendégszereplő, Monkey c. epizód |
| 2002 | Sunshine Hunting           | I Szungdzsun (Lee Seung-joon)                                                                                                  | KBS2     |                                  |
| 2003 | All In                     | Cshö Dzsongvon (Choi Jung-won)                                                                                                 | SBS      |                                  |
| 2003 | The King's Woman           | Kvanghe (Gwanghae) herceg | SBS      |                                  |
| 2004 | Terms of Endearment        | No Junthek (Noh Yoon-taek) | KBS1     |                                  |
| 2004 | Save the Last Dance for Me | Kang Hjonu (Kang Hyun-woo) | SBS      |                                  |
| 2005 | Beating Heart              | Kim Udzsin/Kim Szokcsin (Kim Woo-jin/Kim Seok-jin)                                                                             | MBC      | vendégszereplő, 9-10. rész       |
| 2007 | New Heart                  | I Unszong ( Lee Eun-sung) | MBC      |                                  |
| 2009 | Swallow the Sun            | Kim Dzsongu (Kim Jung-woo) | SBS      |                                  |
| 2010 | Kim Su-ro, The Iron King   | Szuro (Suro) király | MBC      |                                  |
| 2011 | Royal Family               | Han Dzsihun (Han Ji-hoon) | MBC      |                                  |
| 2011 | Protect the Boss           | Csha Dzsihon (Cha Ji-heon) | SBS      |                                  |
| 2012 | The Great Seer             | Mok Csiszang (Mok Ji-sang) | SBS      |                                  |
| 2013 | Secret Love                | Cso Minhjok (Jo Min-hyuk) | KBS2     |                                  |
| 2015 | Kill Me, Heal Me           | Csha Dohjon (Cha Do-hyun) / Sin Szegi (Shin Se-gi) / Perry Park / An Jona (Ahn Yo-na) / An Joszop (Ahn Yo-seob) / Nana / Mr. X | MBC      |                                  |
| 2016 | Entertainer                | Sin Szokho (Shin Seok-ho) | SBS      |                                  |
| 2017 | Innocent Defendant         | Pak Csongu (Park Jeong-woo) | SBS      |                                  |
| 2018 | Familiar Wife              | Csha Dzsuhjok (Cha Ju-hyeok)                                                                                                   | tvN      |                                  |
| 2019 | Doctor John                | Csha Johan (Cha Yo-han) / John Cha                                                                                             | SBS      |                                  |

### Filmek
| Év   | Cím                                     | Szerep                                  |
| ---- | --------------------------------------- | --------------------------------------- |
| 2002 | Whistling Princess                      | Dzsunho (Joon-ho)                       |
| 2004 | Árnybíró (animációs film)               | narrátor                                |
| 2005 | Blood Rain                              | Duho                                    |
| 2008 | Fate                                    | Pak Jonghvan (Park Yeong-hwan)          |
| 2012 | My PS Partner                           | I Hjonszong (Lee Hyun-seung)            |
| 2014 | Confession                              | Im Hjonthe (Im Hyun-tae)                |
| 2015 | The Vampire Lives Next Door (rövidfilm) |                                         |
| 2018 | Fengshui                                | Hungszon tevongun (Heungseon Daewongun) |

## Fordítás
- Ez a szócikk részben vagy egészben  a   Ji Sung című angol Wikipédia-szócikk fordításán alapul.  Az eredeti cikk szerkesztőit annak laptörténete sorolja fel. Ez a jelzés csupán a megfogalmazás eredetét és a szerzői jogokat jelzi, nem szolgál a cikkben szereplő információk forrásmegjelöléseként.